# سامبيزانجا (فلم)
سامبيزانجا (بالإنجليزية: Sambizanga) هو فيلم درامي صدرَ عام 1972 للمخرجة سارة مالدورور. تدور أحداث الفيلم في عام 1961 في بداية حرب الاستقلال الأنغولية، حيثُ يتبع نضالات المسلحين الأنغوليين المنخرطين في الحركة الشعبية لتحرير أنغولا وهي حركة سياسية مناهضة للاستعمار كان زوج المخرجة مالدورور ماريو بينتو دي أندرادي قائدها. الفيلم مأخوذ عن رواية الحياة الحقيقية لدومينغوس كزافييه (بالبرتغالية: A vida verdadeira de Domingos Xavier) للكاتب الأنغولي خوسي لواندينو فييرا.

## الإنتاج
صُوّر الفيلم في عددٍ من المواقع في جمهورية الكونغو الشعبية (المعروفة أيضًا باسم الكونغو برازافيل) وذلك في مدّة سبعة أسابيع.

## القصّة
سامبيسانجا هو اسم حيٍّ للطبقة العاملة في لواندا حيث كان يوجد سجن برتغالي نُقل العديد من المقاتلين الأنغوليين إليه للسجن وتعرضوا فيه للتعذيب بل قُتل الكثير منهم هناك. هاجمت قوات الحركة الشعبية لتحرير أنغولا في الرابع من شباط/فبراير 1961 هذا السجن لتحرير المسجونين الأنغوليين هناك.
يبدأ الفيلم باعتقال الثوري الأنغولي دومينغوس كزافييه من قبل المسؤولين الاستعماريين البرتغاليين. يُنقَلُ كزافييه إلى سجن سامبيزانجا حيث يتعرض للعذيب الشديد واحتماليّة مفارقة الحياة بعد رفضهِ إعطاء البرتغاليين أسماء زملائه المُنشقِّين. يتتبع الفيلم ماريا زوجة كزافييه التي تبحث من سجن إلى آخر في محاولة لاكتشاف مصير زوجها.

## طاقم التمثيل
كان معظم الممثلين في هذا الفيلمِ من غير المهنيين الذين شارك بعضهم مع الحركات الأفريقية المناهضة للاستعمار مثل الحركة الشعبية لتحرير أنغولا والحزب الأفريقي لاستقلال غينيا والرأس الأخضر وغيرهما. أدَّى شخصية دومينغوس كزافييه شابٌ أنغوليٌّ منفيٌّ يعيشُ في الكونغو بينما أدت شخصية ماريا الاقتصاديّة إليسا أندرادي من الرأس الأخضر.